# إليانور ألبرت بليس
إليانور ألبرت بليس (بالإنجليزية: Eleanor Albert Bliss)‏ هي جراثيمية أمريكية، ولدت في 16 ديسمبر 1899 في جيمستاون في الولايات المتحدة، وتوفيت في 1987 في برين مار ‏ في الولايات المتحدة.